# Wie man Weihnachten verhunzt: Die Hochzeit
Wie man Weihnachten verhunzt: Die Hochzeit (im Original: How to Ruin Christmas: The Wedding) ist eine südafrikanische Fernsehserie des Video-on-Demand-Anbieters Netflix, die am 16. Dezember 2020 veröffentlicht wurde. Die Serie wurde für eine zweite Staffel verlängert.

## Handlung
Am 22. Dezember kehrt Tumi von Kapstadt nach Johannesburg zurück, um die Hochzeit ihrer Schwester Beauty zu feiern. Diese soll zu Weihnachten in einem Hotel stattfinden. Hier sollen Beauty Sello und Sbu Twala heiraten. Zwischen der Familie Sello und den reichen, bekannten Twalas kommt es immer wieder zu Konflikten. Auch Tumi sorgt für allerlei Chaos und letztendlich droht die Hochzeit auszufallen.

## Hintergrund
Die Serie wurde am 16. Dezember 2020 auf Netflix erstausgestrahlt. Auch die deutsche Fassung der Serie wurde an diesem Tag veröffentlicht. Regie führten Katleho Ramaphakela und Rethabile Ramaphakela.
Im April 2021 wurde bekannt gegeben, dass es eine zweite Staffel der Serie gibt. Auch die zweite Staffel soll an Weihnachten spielen und von der Zusammenkunft der Familie handeln.

## Nominierungen und Auszeichnungen

### Auszeichnungen
South African Film and Television Awards 2021
- Best Actress – TV Comedy: Busise Lurayi
- Best Supporting Actor – TV Comedy: Desmond Dube
- Best Achievement in Editing – TV Comedy: Tessa Verfuss, Gugu Sibandze, Melanie Jankes Golden
- Best Achievement in Sound – TV Comedy: Janno Müller, Thapelo Makhubo, Jeanre Greyling, Jonty Everton
- Best Achievement in Art/Design – TV Comedy: Martha Sibanyoni, Thabiso Senne, Savannah Geldenhuys
- Best Achievement in Costume Design – TV Comedy: Sheli Masondo
- Best Achievement in Make-Up and Hair Styling – TV Comedy: Babalwa Carol Djieutcheu
- Best Achievement in Cinematography – TV Comedy: Lance Gewer

### Nominierungen
South African Film and Television Awards 2021
- Best TV Comedy
- Best Supporting Actress – TV Comedy: Clementine Mosimane
- Best Supporting Actor – TV Comedy: Motlatsi Mafatshe
- Best Achievement in Directing – TV Comedy: Johnny Barbuzano
- Best Achievement in Scriptwriting – TV Comedy: Sunni Faba, Lwazi Mvusi, Salah Sabiti, Rethabile Ramaphakela, Katleho Ramaphakela

## Episodenliste
| Nr. | Deutscher Titel    | Originaltitel               | Erstausstrahlung Australien | Deutschsprachige Erstausstrahlung (Netflix) | Regie            | Drehbuch     |
| --- | ------------------ | --------------------------- | --------------------------- | ------------------------------------------- | ---------------- | ------------ |
| 1 | Der Schein trügt   | It’s Not What It Looks Like | 16. Dez. 2020               | 16. Dez. 2020                               | Johnny Barbuzano | Lwazi Mvusi  |
| Am 22. Dezember fliegt Tumi von Kapstadt nach Johannesburg, um dort mit ihrer Familie die Hochzeit ihrer Schwester Beauty zu feiern. Diese soll zu Weihnachten in einem Hotel stattfinden. Die Hochzeit von Beauty Sello und dem reichen Sbu Twala soll eine pompöse Hochzeit werden und es muss noch etliches vorher getan werden. Tumi soll Trauzeugin sein. Außerdem hat sie vergessen einiges zu erledigen, wie zum Beispiel ein Hochzeitsgeschenk zu besorgen. Sbu Twalas Vater ist ein Minister in der Regierung. Er möchte die Hochzeit filmen lassen und für seine politischen Zwecke nutzen. Daher ist es für ihn sehr wichtig, dass die Hochzeit perfekt wird. Neben dem Organisationsstress für die Hochzeit datet Tumi ihren Kindheitsfreund Khaya. Die beiden hatten sich nach einer gemeinsamen Nacht in den folgen zwei Jahren ignoriert. Tumi versteht sich nicht gut mit ihrer Familie. Ihre Mutter hat sie als Kind der Oma übergeben und ihr Vater hat die Familie vor etlichen Jahren verlassen. Während Beauty ihren Vater unbedingt aufsuchen und ihn zur Hochzeit einladen möchte, will Tumi mit diesem nichts zu tun haben. Auch während der Hochzeitsvorbereitungen gerät Tumi ständig in Streit mit ihrer Familie. Abends setzt sie sich allein in den Garten und trinkt Wein. Da erscheint Themba. Dieser hat Lydia Twala, die Schwester des Bräutigams geheiratet. Seine Frau möchte unbedingt Kinder haben und will, ihn ihren Zykluszeiten entsprechend, zum Sex überreden. Themba nervt, dass sich der Sex nur nach den Zykluszeiten richten soll. Er ist traurig und gesellt sich zu Tumi. Diese überredet ihn den Wein mitzutrinken. Was Tumi nicht weiß, Themba ist trockener Alkoholiker. Die beiden betrinken sich und haben Sex miteinander.   |                    |                             |                             |                                             |                  |              |
| 2 | Ich regle das      | I'll Handle This            | 16. Dez. 2020               | 16. Dez. 2020                               | Johnny Barbuzano | Sunni Faba   |
| Am Morgen danach ist Themba verschwunden. Khaya hilft Tumi bei der Suche nach Themba. Als die beiden wieder am Hotel ankommen, gesteht Khaya Tumi seine Liebe. Wenig später erscheint jedoch Tumis Cousine und Khaya erfährt, dass Tumi mit einem verheirateten Mann geschlafen hat. Khaya verschwindet. Unterdessen erscheint Terrence in einem lila Anzug im Hotel. Er ist der Freund von Bokang. Der hatte jedoch seiner Familie weder etwas von seinem Freund, noch davon, dass er auf Männer steht, erzählt. Als Bokangs Mutter erscheint erzählt er dieser Terrence sei Beautys Freund. Enttäuscht verlässt Terrence das Hotel. Beauty gesteht Tumi, dass sie schwanger ist. Sie bittet Tumi nichts davon zu sagen. Tumi willigt ein. Außerdem wollen die beiden ihren Vater Edmund suchen, der Beauty zum Traualtar begleiten soll. Doch Edmund lehnt ab. Er hat eine neue Familie und will mit seiner alten nichts zu tun haben. Außerdem erklärt er Tumi, dass er nicht ihr Vater ist. |                    |                             |                             |                                             |                  |              |
| 3 | Einmal Glück haben | Can't a Girl Catch a Break? | 16. Dez. 2020               | 16. Dez. 2020                               | Johnny Barbuzano | Salah Sabiti |
| Als Tumi und Beauty im Hotel ankommen, schreit Tumi ihre Mutter an, die sie bezüglich ihres Vaters belogen hat. Im Eifer des Gefechts erwähnt sie außerdem, dass Beauty schwanger ist. Da fast alle Hochzeitsgäste den Streit beobachten, erfahren alle auf einen Schlag die Neuigkeiten, auch Beautys Verlobter Sbu. Dieser ist entsetzt, dass Beauty ihm nicht vertraut hat und verlässt sie. Daraufhin erklärt Beauty, dass Tumi damit auch ihre Schwester verloren hat. Die Familien reisen aus dem Hotel ab. Derweil versucht Tumi Khaya zu finden. Jedoch lässt dieser sie abblitzen. Tumi betrinkt sich, verursacht einen Streit in einer Bar und wird verhaftet. Am 24. Dezember sitzt sie in einer Gefängniszelle und wird von ihrer Mutter abgeholt. Die beiden söhnen sich endlich aus. Jedoch will Tumis Mutter ihr immer noch nicht sagen, wer ihr Vater ist. Unterdessen versucht Bokang Terrence zu erreichen. Da kommt seine Mutter herein. Sie erklärt ihm, dass es kein Leben in Schande gibt, sondern man so ist wie man ist. Später besuchen Tumi und ihre Mutter die Twalas. Sbu kann überzeugt werden der Hochzeit doch noch eine Chance zu geben. Wenig später vertragen sich Beauty und Tumi wieder. Tumi spricht Khaya Nachrichten auf dessen Telefon. Am 25. Dezember heiraten Beauty und Sbu schließlich. Bokang stellt Terrence als seinen Freund vor. Themba gibt Lydia den Ehering zurück. Er meint, dass sie jemand besseren als ihn verdiene und hoffe, dass sie ihn finde. Als er geht, weint Lydia. Sie hält einen positiven Schwangerschaftstest in der Hand. Als Tumi auf der Hochzeit eine bewegende Rede über die Liebe hält, erscheint Khaya. Khaya und Tumi kommen sich näher. Sie küssen sich. Khaya erklärt er müsse Tumi etwas gestehen. |                    |                             |                             |                                             |                  |              |